# Rubescourt
Rubescourt – miejscowość i gmina we Francji, w regionie Hauts-de-France, w departamencie Somma.
Według danych na rok 1990 gminę zamieszkiwało 126 osób, a gęstość zaludnienia wynosiła 32 osoby/km² (wśród 2293 gmin Pikardii Rubescourt plasuje się na 871. miejscu pod względem liczby ludności, natomiast pod względem powierzchni na miejscu 973.).